# Кацева Євгенія Олександрівна
Євгенія Олександрівна Кацева (22 травня 1920, Краснопільськ під Гомелем — 15 червня 2005, Москва, Росія) — радянська і російська перекладачка і літературознавець, критик і популяризатор німецькомовної словесності, заслужений працівник культури СРСР (1970), член Спілки письменників СРСР (1975).

## Біографія
Дитячі та юнацькі роки провела в Україні. До початку німецько-радянської війни закінчила чотири курси філологічного факультету Ленінградського університету. У 1941 р. пішла добровольцем на радіокурси Балтійського флоту, попутно вивчила німецьку мову і до 1945 р. служила військовим перекладачем в розвідвідділі Балтійського флоту (брала участь в допитах військовополонених, навчала агентів з числа військовополонених радіосправи). Звільнилася з флоту в 1946 році, потім до 1949 року працювала в радянському Інформаційному бюро в Берліні, де познайомилася з багатьма радянськими і німецькими письменниками — в тому числі з Костянтином Симоновим, завдяки якому в 1949 р. стала редактором відділу критики журналу «Новий світ», і з Йоганнесом Бехером, чия книга публіцистики «на захист поезії» стала в 1959 р. її першою перекладацької роботою. У «Новому світі» працювала до 1953 р., далі була співробітником журналів «Питання літератури» і «Знамя».
Опублікувала книгу спогадів «Мій особистий військовий трофей» (2002), у якій розповідає як про військові дні, так і про зустрічі з видатними німецькими письменниками.
Премії за перекладацьку діяльність:
- медаль імені Бехера в золоті (1975)
- медаль Культурбунда в золоті (1985)
- Срібна медаль морського флоту НДР (1985)
- премія Спілки письменників НДР (1985)
- премія для перекладачів уряду Австрії (1990)
- премія імені Альберта Карельського журналу «Иностранная литература» (1998)

## Родина
Чоловік — перекладач-синолог Олександр Олександрович Тишков.
Дочка — Наталія Олександрівна Тишкова (1955—2009), перекладач.
Похована в Москві на Ваганьковському кладовищі.